# Sonderwagen

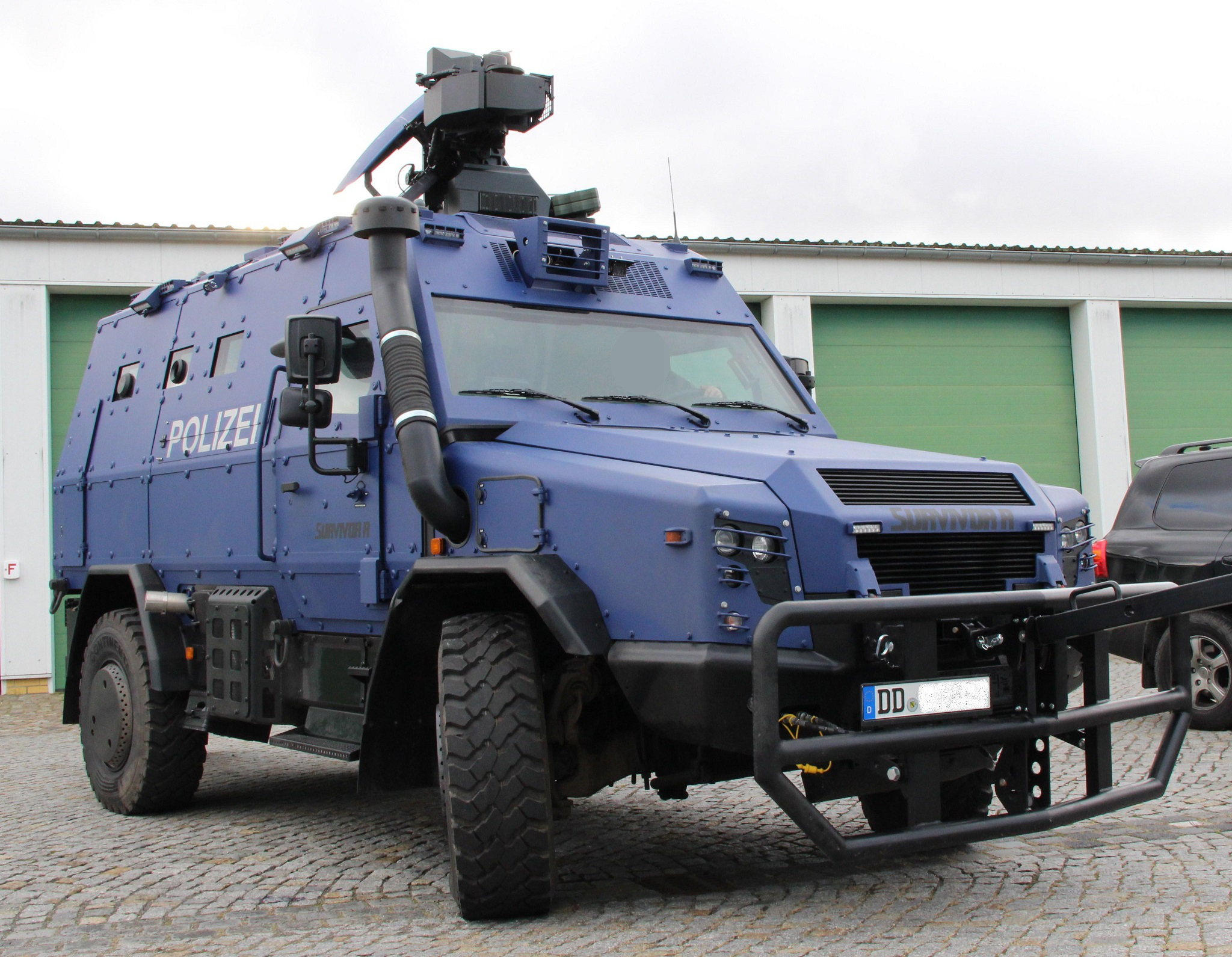
Sonderwagen 5 (Survivor R) der Sächsischen Landespolizei

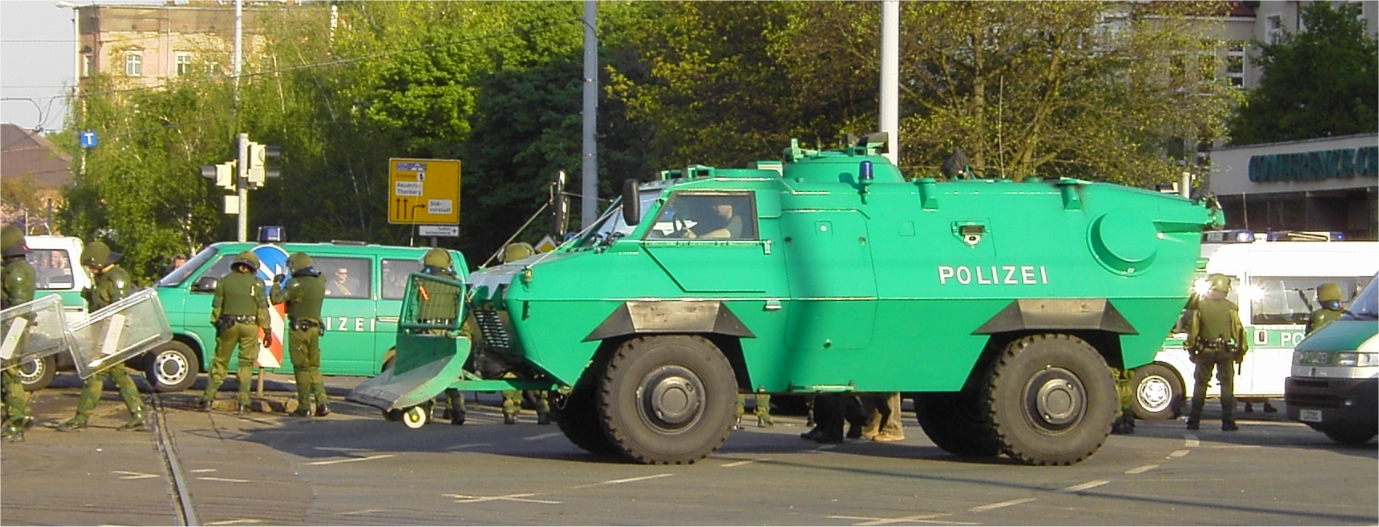
Sonderwagen 4 der Polizei im Einsatz bei einer Demonstration in Leipzig

Als Sonderwagen werden die gepanzerten Radfahrzeuge der deutschen Polizei bezeichnet. Umgangssprachlich werden diese Fahrzeuge auch als Polizeipanzer, Panzerwagen oder Räumpanzer bezeichnet.
Während der Weimarer Republik wurden sie bei den bürgerkriegsartigen Straßenkämpfen von den Schutz- bzw. Ordnungspolizeien der Bundesstaaten eingesetzt, so 1923 im Hamburger Aufstand. Die heutigen Sonderwagen werden in erster Linie von den Bereitschaftspolizeien der Länder und von der Bundespolizei verwendet und kommen bei Demonstrationen, Katastrophen und Amoklagen zum Einsatz. Neben einer leichten Panzerung lässt sich ein Maschinengewehr sowie Zusatzgeräte wie Räumschilde anbringen.
Zu den Aufgaben eines Sonderwagen-Trupps gehören: Geschütztes Heranführen von Polizeibeamten z. B. beim Einsatz gegen bewaffnete und gewalttätige Störer, Schutz gefährdeter Personen und Sachen, geschütztes Retten von Verletzten, Einrichten und Verstärken von Absperrungen, Überwinden und Beseitigen von Hindernissen, Einsatz im Objekt- und Raumschutz und bei Katastrophen auch in strahlendem, verseuchtem oder vergiftetem Gelände und Sicherung beim Auffinden und beim Transport explosiver und sonstiger gefährlicher Stoffe.
Andere Sonderwagen auf Basis von geländegängigen PKW, wie dem Mercedes-Benz G-Klasse und dem Toyota Land Cruiser V8, erscheinen weniger militärisch und sind unauffälliger, diese sind meistens jedoch nicht ausreichend gegen den Beschuss von militärischen Waffen geschützt.
Nach mehreren Terroranschlägen in den Jahren 2015–2018 in Frankreich (Paris, Nizza,  Straßburg) und in Deutschland (Bayern,  Berlin) begannen einige deutsche Landespolizeien und die Bundespolizei mit der Anschaffung von modernen gepanzerten Fahrzeugen. Nach erfolgten Anschaffungen mehrerer Sonderwagen 5 durch einige Landespolizeien für die Spezialeinsatzkommandos (SEK) und mehreren Geschützten Einsatzfahrzeugen 2 durch die Bundespolizei zum Schutz der Flughäfen, ist die Beschaffung von 45 einheitlichen gepanzerten Fahrzeugen für die Bereitschaftpolizeien der Länder und der Bundespolizei geplant.

## Geschichte

### Weimarer Republik

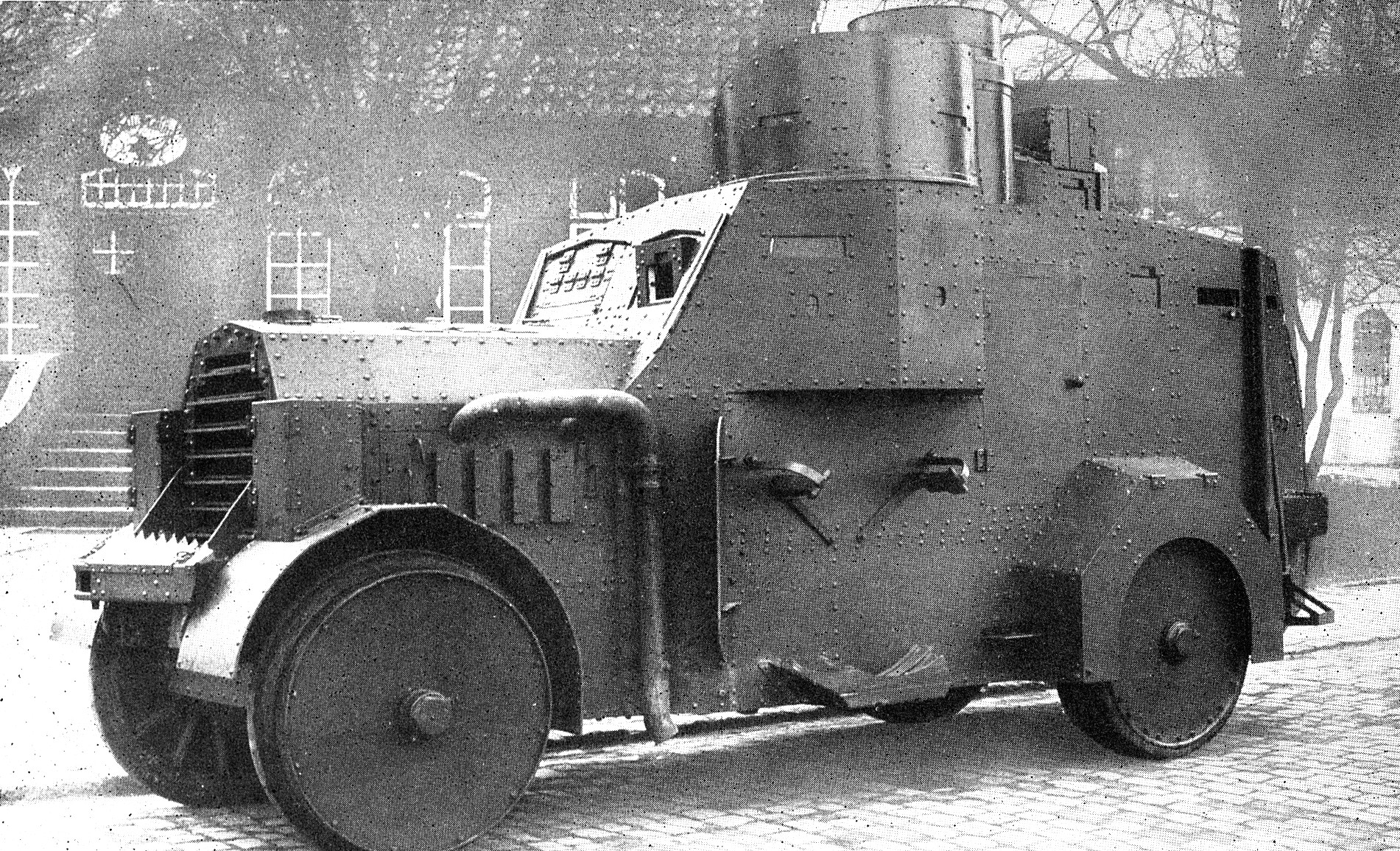
Gepanzerter Polizeiwagen in Deutschland Modell Ehrhardt/21 um 1921

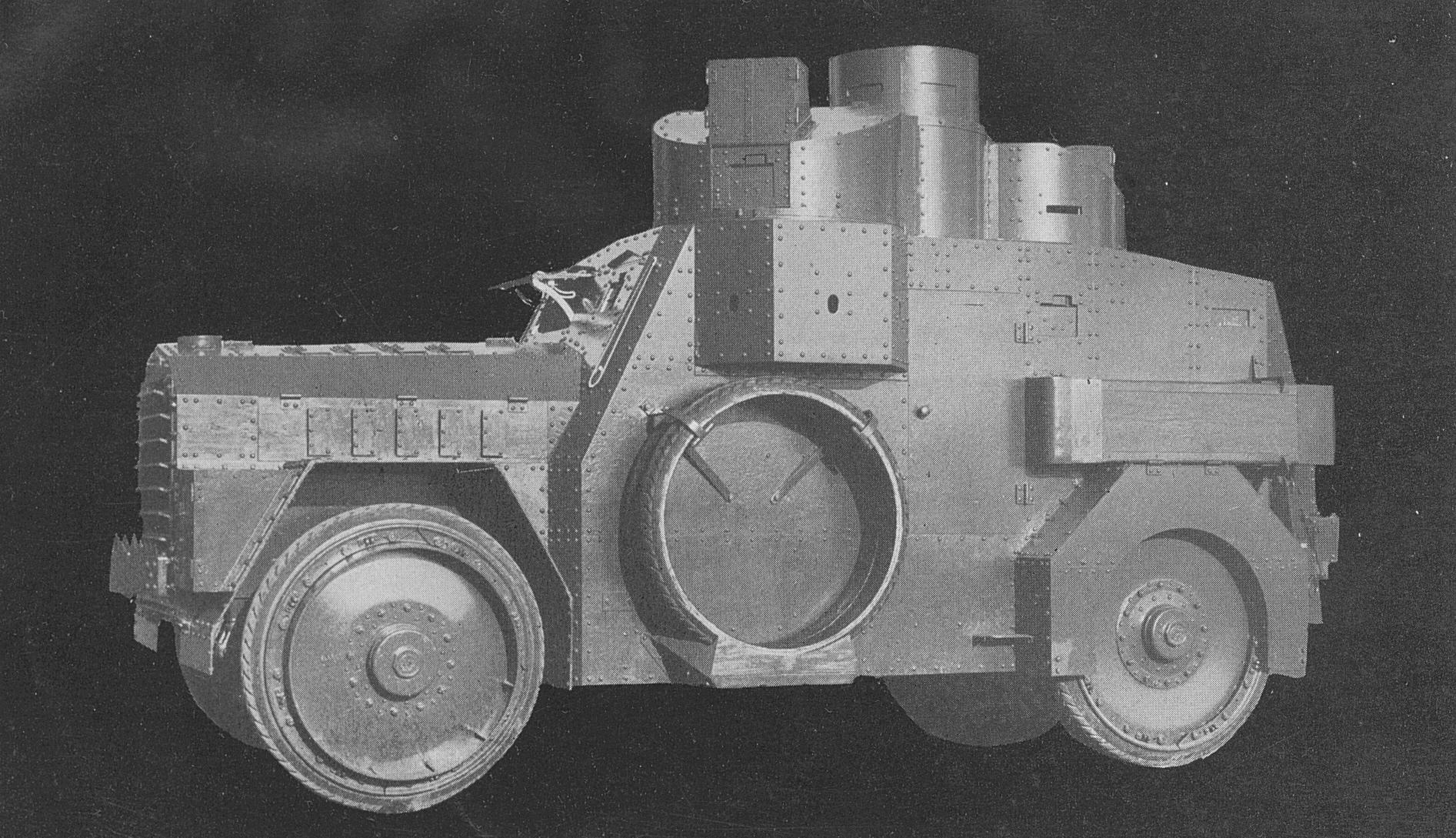
Polizei-Sonderwagen Benz/21 um 1921

Wegen der politisch unruhigen Situation in der Weimarer Republik verfügten die Ordnungs- bzw. Schutzpolizeien der Länder über Panzerwagen, die sowohl für den Straßenkampf bzw. Polizeikampf als auch für Fahrten über Land geeignet waren. Der Friedensvertrag von Versailles verbot Deutschland den Besitz von Panzern.

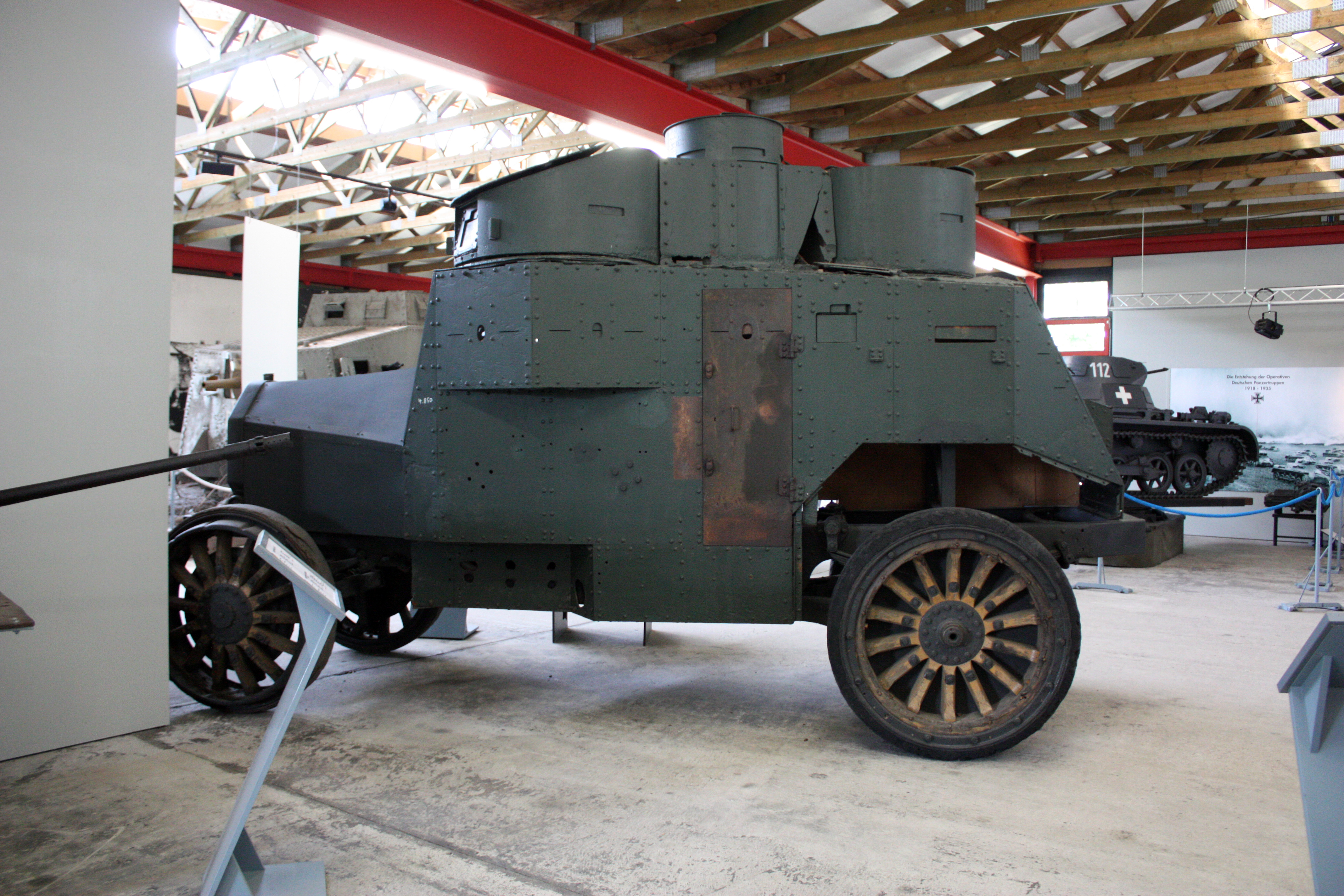
Panzermuseum Munster 2010 0061

Nach der Note von Boulogne vom 22. Juli 1920 wurden den Sicherheitspolizeien der Bundesstaaten des Deutschen Reichs 150 Straßenpanzerwagen mit je zwei Maschinengewehren zur Aufrechterhaltung der öffentlichen Sicherheit und Ordnung zugestanden.
Die Wagen wurden teilweise aus Beständen des Heeres übernommen und teilweise von den Firmen Daimler, Benz und Ehrhardt neu gebaut.
Die Anschaffung und Verteilung dieser Fahrzeuge erfolgte durch das Reichsministerium des Innern (RMI), das dabei durch eine Kommission aus Vertretern der Länder beraten wurde. Eingeführt wurden drei Fahrzeugtypen, die Schupo-Sonderwagen Benz/21, Ehrhardt/21 und Daimler/21. Bis 1925 wurden bei den drei Firmen 85 Fahrzeuge bestellt (24 Benz, 30 Ehrhardt, 31 Daimler). Rund 50 weitere Fahrzeuge wie z. B. der Ehrhardt E-V/4 stammten aus Beständen der Heeresverwaltung, die schon im Ersten Weltkrieg eingesetzt worden waren. Später wurden die von der Heeresverwaltung übernommenen Fahrzeuge ausgetauscht, so 1925 ein Ehrhardtwagen der Oldenburgischen Ordnungspolizei gegen einen Daimler/21. Das Fahrzeug war im Februar 1919 anlässlich der Reichsexekution gegen die Bremer Räterepublik von der Division Gerstenberg eingesetzt worden.
Alle drei Fahrzeugtypen unterschieden sich nur geringfügig in den Abmessungen (siehe hierzu als Beispiel Daimler/21):
|                            | Daimler | Benz  | Erhardt |
| -------------------------- | ------- | ----- | ------- |
| Länge über alles in Metern | 6,10    | 5,95  | 6,5     |
| Größte Breite in Metern    | 2,692   | 2,565 | 2,410   |
| Höhe in Metern             | 3,365   | 3,325 | 3,450   |
| Bodenfreiheit in Metern    | 0,340   | 0,360 | 0,360   |

Sie ließen sich mit einem Vierradantrieb über je einen Fahrersitz sowohl nach vorn als auch nach hinten steuern. Die Panzerung bestand aus Chromnickelstahl mit einer Stärke von bis zu 12 mm, die die gegen Infanteriegeschosse mit Stahlkernmunition noch auf 25 m Schutz bieten sollte.
Alle Fahrzeuge waren mit zwei Panzerdrehtürmen ausgerüstet, die diagonal versetzt waren. Der vordere Turm befand sich links über dem Fahrersitz, der hintere rechts über hinteren Fahrersitz. In jedem Turm befand sich ein MG 08. Die Türme liefen auf Kugellagern und konnten in Abständen von 10 cm in Rasten arretiert werden. Jeder Turm hatte vier Sehschlitze, die durch Schutzbleche abgedeckt werden konnten.
Zwischen den Drehtürmen befand sich ein gepanzerter Kommandostand mit einem Durchmesser von 800 mm und einem zweiten Zylinder von 600 mm Durchmesser und 400 mm Höhe. Sehschlitze im zweiten Zylinder erlaubten dem Kommandanten einen Rundumblick auch über die beiden MG-Türme hinweg. Auch diese Sehschlitze waren durch Schutzbleche zu sichern.
Der Kampfraum befand sich unter den beiden Drehtürmen und besaß sowohl Seh- als auch Schießscharten, aus denen sowohl Maschinenpistolen als auch Karabiner eingesetzt werden konnten. Im Notfall, z. B. der Zerstörung der Drehtürme, bestand die Möglichkeit, die MG auszubauen und in den Schießscharten einzusetzen. Ein Bodenpanzer schützte das Fahrzeug von unten. Der Motor war durch eine Panzerhaube vollständig umschlossen, konnte jedoch auch während der Fahrt bis zu einem gewissen Grad gewartet werden, da er durch ein Mannloch aus dem Innern des Kampfraums zugänglich war. Im Gegensatz zum Panzeraufbau war die Motorpanzerhaube nicht genietet, sondern geschraubt, um den Motor ohne Schwierigkeiten zügig ausbauen zu können.
Die Räder bestanden beim Benz/21 aus Stahlscheiben, bei den anderen beiden Typen aus Speichen, die mit Panzerscheiben gesichert waren. Alle Räder besaßen Vollgummimäntel. Als Fahrersitze dienten muldenförmige Sessel mit Sitzpolstern und gepolsterter Rückenlehne. Alle vorstehenden Teile im Innenraum waren mit Lederpolstern versehen, um Kopfverletzungen der Besatzung zu verhindern. Neben einer Innenbeleuchtung besaßen die Fahrzeuge auch Signalvorrichtungen wie eine mehrtönige Zylinderpfeife, eine Hupe und eine zweistimmige Fanfare sowie zwei ausklappbare Fahrtrichtungsanzeiger.
Als Sonderausrüstung hatten sämtliche Sonderwagen zwei Reifenböcke zur Unterbringung von Ersatzvollgummireifen sowie Brückenschienen aus Stahlblech für den Eisenbahntransport oder als Bergehilfe im Fall von Unfällen. Zusätzlich hatten die Fahrzeuge je zwei Winden von acht Tonnen Tragkraft, zwei Hebebäume, zwei Kreuzhacken, zwei Spaten und zwei Unterlegkeile. Letztere dienten der Absicherung des Fahrzeugs im Fall von längeren Stehzeiten auf abschüssigen Stellen. Außerdem besaßen die Fahrzeuge vorn und achtern je einen Rammbock z. B. zur Zerstörung von Barrikaden.
Die Sonderwagenfahrer der kleineren Länderpolizeien, so z. B. Oldenburg, wurden zentral bei der Preußischen Schutzpolizei in Berlin in vierwöchigen Kursen ausgebildet.
Im August 1922 waren bei den Länderpolizeien an Sonderwagen vorhanden:

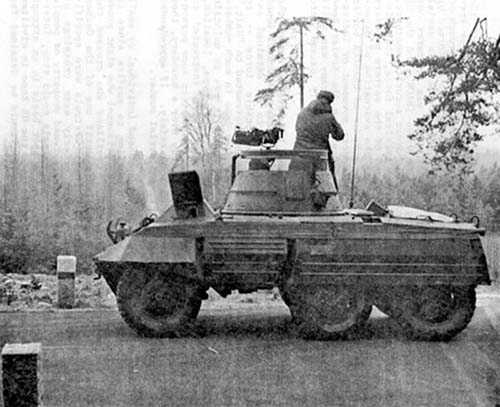
M8 Greyhound

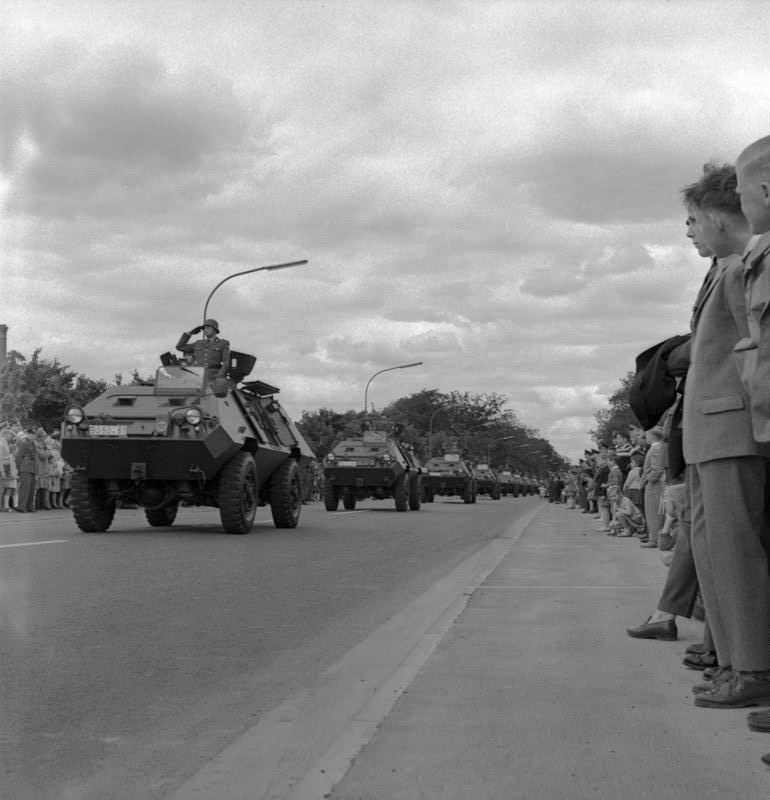
Sonderwagen 1 des Bundesgrenzschutzes (1961)

- Freistaat Preußen: 82
- Freistaat Bayern: 20
- Freistaat Sachsen: 12
- Volksstaat Württemberg: 7
- Republik Baden: 8
- Hamburg: 6
- Bremen: 3
- Volksstaat Hessen: 3
- Freistaat Thüringen: 2
- Freistaat Mecklenburg-Schwerin: 2
- Freistaat Braunschweig: 1
- Freistaat Oldenburg: 1
- Freistaat Anhalt: 1
- Lübeck: 1
- Freistaat Mecklenburg-Strelitz: 1

- In Reserve (offenbar bei RMI): 2.

### Bonner Republik

#### Sonderwagen M 8 Greyhound
In der Anfangszeit des Bundesgrenzschutzes und der Bereitschaftspolizeien wurden umgebaute und überholte Spähpanzer des US-amerikanischen Typs M8 Greyhound aus dem Zweiten Weltkrieg unter der Bezeichnung „Geschützter Sonderwagen M8“ (SW M8) verwendet.

#### Sonderwagen 1 und Sonderwagen 2 (Mowag)
Die Mowag-Sonderwagen wurden ab 1963 beim Bundesgrenzschutz und den Bereitschaftspolizeien der Länder eingeführt. Das Fahrzeug (4×4) wurde von Mowag in der Schweiz als „Mowag MR 8“ entwickelt und von Büssing und Henschel in Deutschland gebaut. Das gepanzerte Fahrgestell stammte von Blohm + Voss. Beim Bundesgrenzschutz wurde der SW 1 auch als Kfz 91 bezeichnet.
Der Sonderwagen 1 hatte keine eigene Bewaffnung. Der Sonderwagen 2 war ähnlich dem Sonderwagen 1, hatte jedoch einen Drehturm mit Bewaffnung: Maschinenkanone 20 mm im SW 2a, Maschinengewehr MG 1/2 im SW 2b.

#### Sonderwagen 3 (Saladin)
1966 wurden beim Bundesgrenzschutz auch 80 schwerer bewaffnete Spähpanzer des britischen Typs Saladin eingeführt, allerdings 1974 wieder außer Dienst gestellt. Die Hauptbewaffnung war eine 76-mm-Kanone. Die Fahrzeuge wurden später an die honduranische Armee vermietet.

#### Sonderwagen 3 (Mercedes G)
Der Sonderwagen 3 ist eine geschützte Version der Mercedes-Benz G-Klasse.

#### Sonderwagen UR 416
Vor der Einführung des Sonderwagens 4 wurden von einigen Polizeien ab 1966 einzelne Exemplare des UR-416 beschafft. Der UR 416 war ein gepanzertes Fahrzeug auf Basis des Unimog 416, gebaut von Thyssen.

## Aktuelle Fahrzeuge

### Sonderwagen 4 (TM-170)

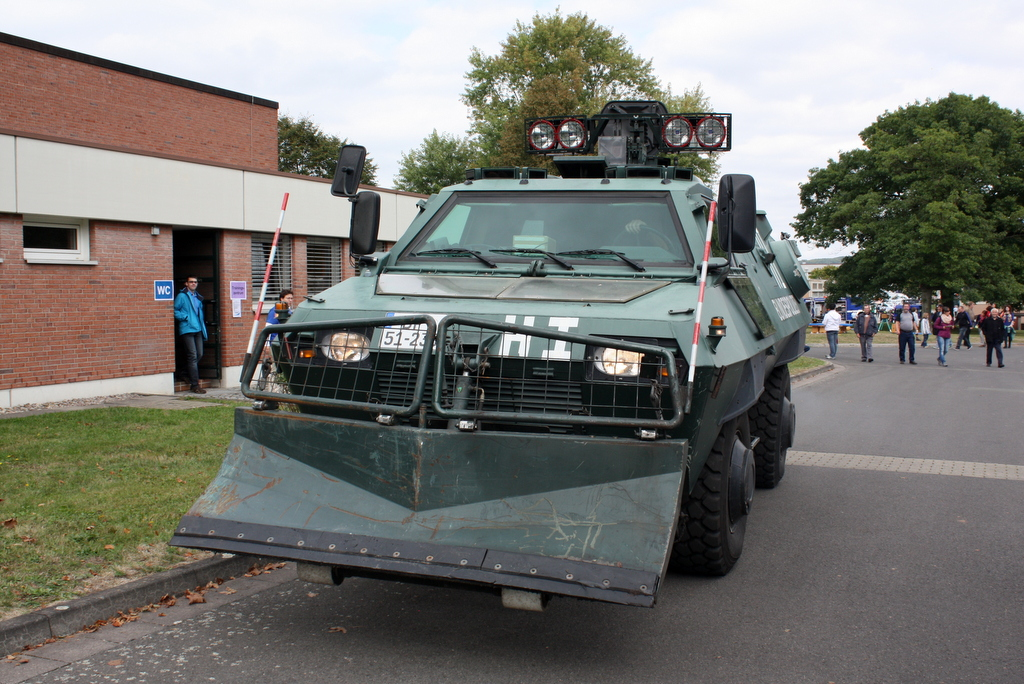
Sonderwagen 4 der Bundespolizei in Eschwege, Frontansicht

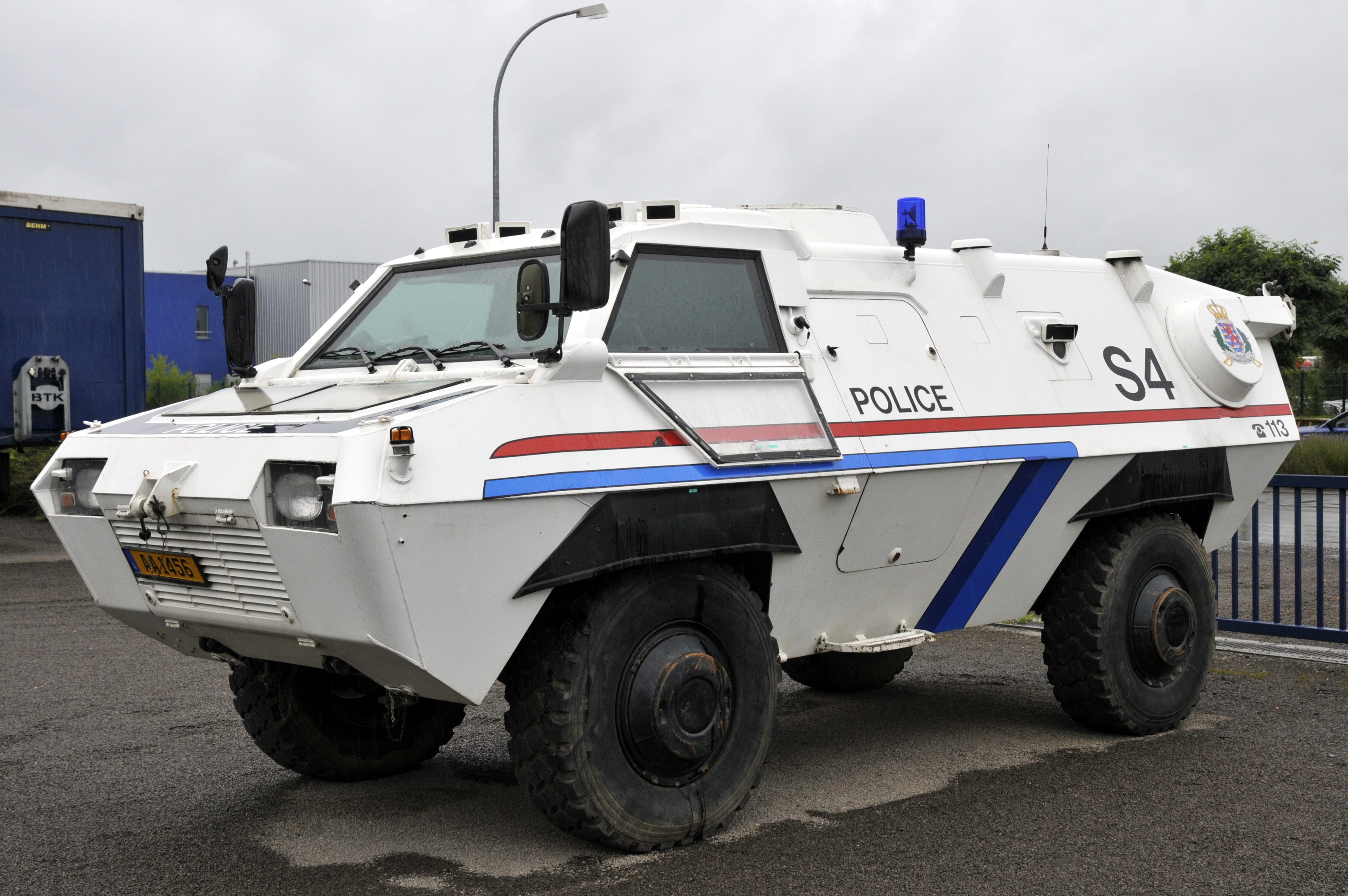
Der TM-170 der Großherzoglichen Polizei von Luxemburg

Als Ersatz für die älteren Sonderwagen 1 und 2 wurde ab 1984 der Thyssen-Maschinenbau (jetzt Rheinmetall Landsysteme) „TM-170“ als Sonderwagen 4 (SW 4) eingeführt. Der SW 4 wird häufig bei Demonstrationen eingesetzt, oftmals in Verbindung mit Wasserwerfern.

Der TM-170 ist ein Panzerwagen auf dem Fahrgestell des Unimog mit einem Motor von Mercedes-Benz.
| Länge                    | 6,27 m          |
| Höhe                     | 3,02 m          |
| Breite                   | 2,41 m          |
| Leistung                 | 124 kW (168 PS) |
| Höchstgeschwindigkeit    | 96 km/h         |
| zulässiges Gesamtgewicht | 11.200 kg       |
| Sitzplätze               | 9               |
| Bewaffnung               | G8 / MP5        |

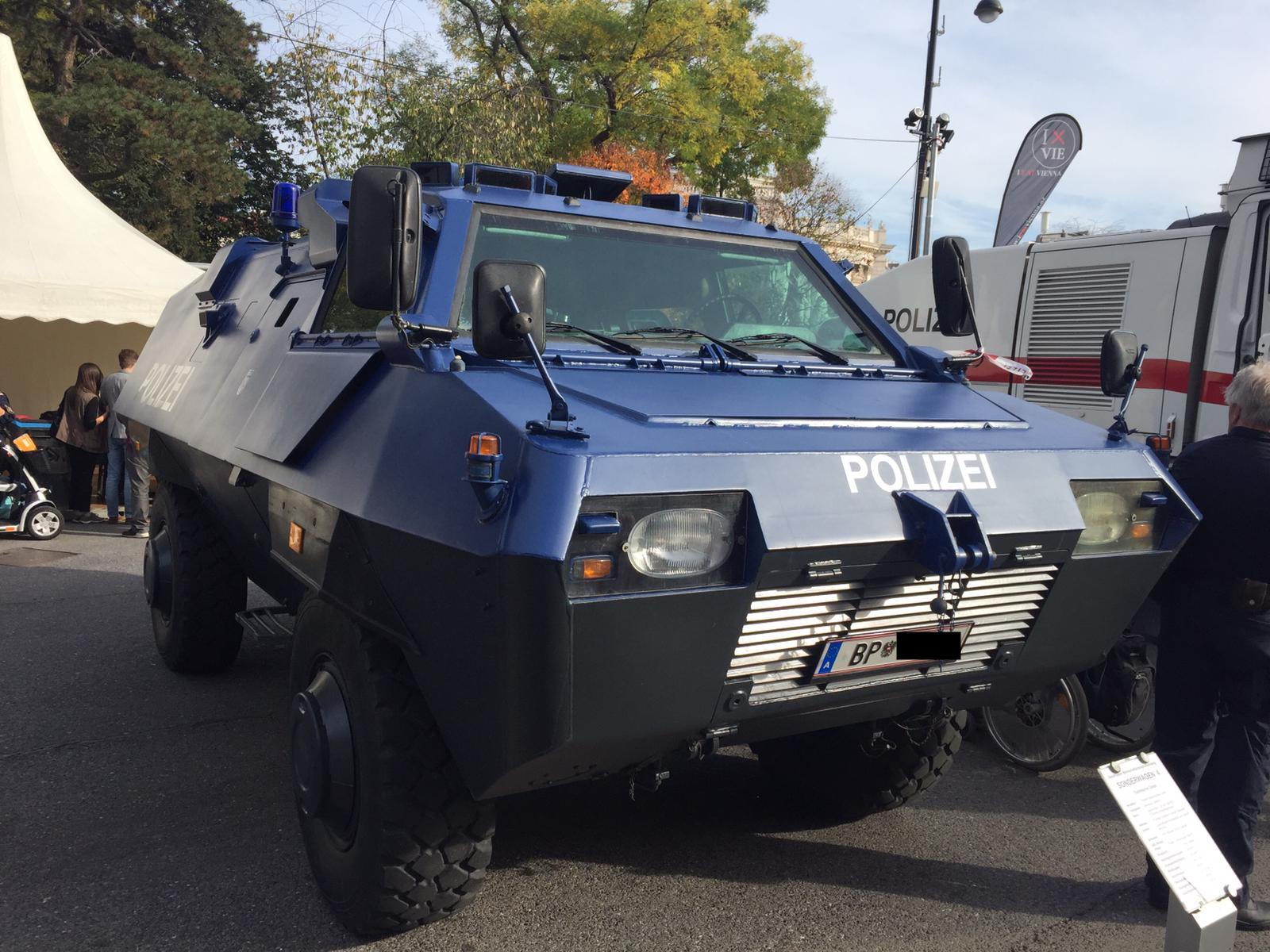
Der ebenfalls als Sonderwagen 4 bezeichnete TM-170 der Österreichischen Polizei

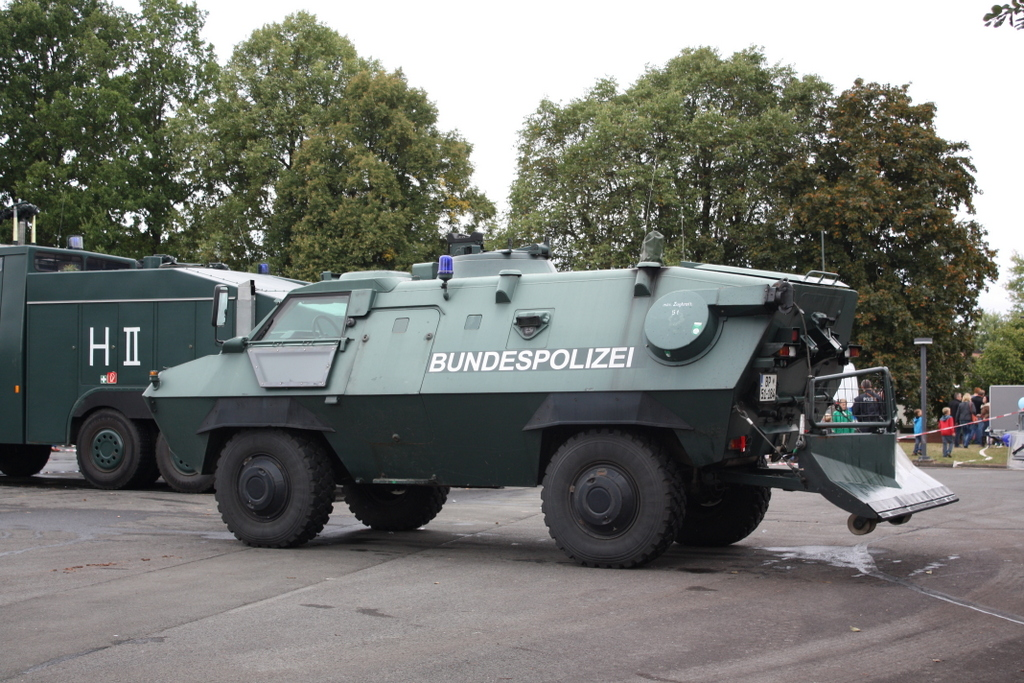
Sonderwagen 4 der Bundespolizei in Eschwege, Heckansicht

Die Bewaffnung erfolgt über den Mehrzweckaufsatz (MZA) mit einer Zielvorrichtung im Fahrzeuginnenraum. Der MZA lässt sich auch für einen Scheinwerfersatz nutzen. Ebenso lassen sich der Räumschild und die Scheibenverschläge aus dem Innern des Fahrzeugs bedienen. Diese gibt es in Stahl- und Plexiglasausführung zum Schutz des Panzerglases. Der ABC-Schutz des SW 4 erfolgt durch Erzeugen eines Überdrucks im Innenraum. Weiterhin hat der SW 4 eine Einrohrwurfanlage für Reizstoff- und Nebelwurfkörper. Teilweise waren die Fahrzeuge mit einer Tarnlichtanlage ausgestattet.

In den Jahren 1995/1996 wurden 121 Sonderwagen 4 vom Bundesgrenzschutz an die Bundeswehr abgegeben, die sie ursprünglich unter dem Namen Hermelin einsetzen wollte, dann allerdings nicht verwendete, sondern nach Nordmazedonien verkaufte. Bei der Bundespolizei soll der Sonderwagen 4 ausgemustert und durch den Mowag Eagle IV und den LAPV Enok 6.1 ersetzt werden. Im Jahr 2019 befanden sich noch 46 Stück des SW 4 im Bestand der Bundespolizei.

#### Ausländische und private Nutzer des TM-170
Neben der Bundespolizei und den Länderpolizeien in Deutschland nutzen Polizeibehörden und das Militär anderer Länder sowie Privatunternehmen den TM-170:
- die Nordmazedonischen Streitkräfte
- die Indonesische Nationalpolizei
- Irak[10]
- die Isländische Rettungsorganisation Slysavarnafélagið Landsbjörg
- die Kuwaitischen Streitkräfte
- die Police grand-ducale von Luxemburg
- die Österreichische Polizei
- Spanien
- die Südkoreanischen Streitkräfte

und
- das ehemalige Geldtransportunternehmen Heros

### Sonderwagen 5
Als Sonderwagen 5 (SW5) werden die Nachfolgefahrzeuge des Sonderwagen 4 bezeichnet. Aufgrund der Tatsache, dass die Länderpolizeien die sondergeschützten Fahrzeuge selbst erwerben, können bislang zwei Modellgruppen als SW5 geführt werden. In den nächsten Jahren sollen 45 Sonderwagen vom Bund für die Bereitschaftpolizeien der Länder sowie 10 Stück für die Bundesbereitschaftspolizei in Dienst gestellt werden.

#### LAPV Enok

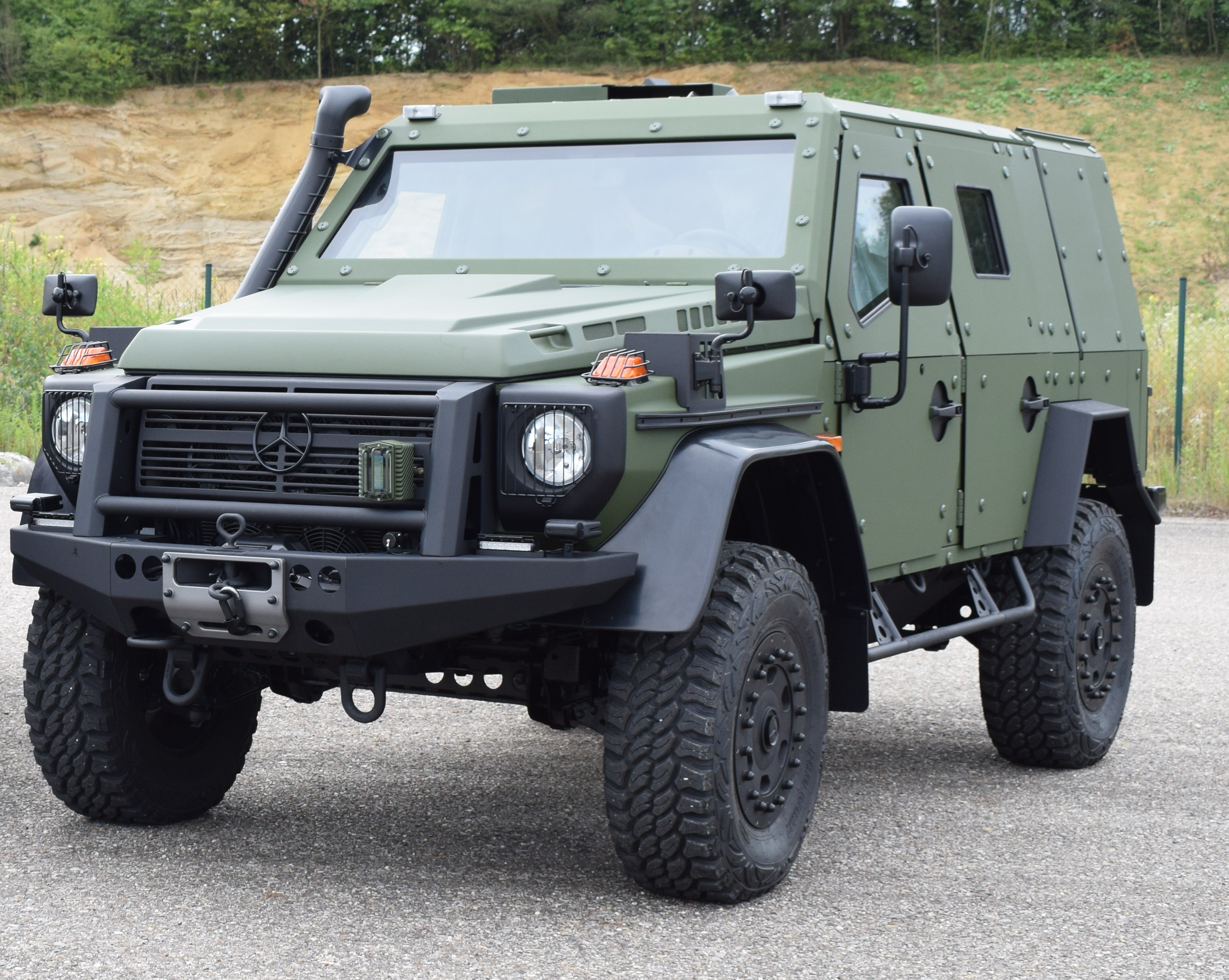
Enok 6.1, ähnlich der bayrischen Fahrzeuge, jedoch ohne Bewaffnung

Beim LAPV Enok handelt es sich um eine Fahrzeugfamilie von geschützten Sonderfahrzeugen in verschiedenen Größen. Seit Mitte 2018 hat die Bundespolizei sieben Fahrzeuge des Typs Enok 6.1. Diese Fahrzeuge, die bei der Bundeswehr als Enok geführt werden, werden bei der Bundespolizei als "Geschütztes Einsatzfahrzeug 2 – Luftsicherheit (GEF-2 LuSi)" bezeichnet. Eingesetzt werden die Fahrzeuge zum Schutz von Flughäfen und von der spezialisierten Einheit BFE+. Die Bezeichnung "Sonderwagen" soll bei der Bundespolizei nicht mehr verwendet werden. Bis Mitte 2019 plant die Bundespolizei die Beschaffung von weiteren 21 geschützten Fahrzeuge des Typs GEF-2.
Im Juli 2018 wurde bekanntgegeben, dass die Bundespolizei ihre geschützten Fahrzeuge mit insgesamt 42 fernbedienbaren Waffenstationen des Typs FLW 100 von Krauss-Maffei Wegmann ausstattet. Davon sind 21 Waffenstationen für ab Mitte 2019 zusätzlich zu beschaffende Spezialfahrzeuge vorgesehen.
Als Bewaffnung wird dabei das von Heckler & Koch gelieferte MG5A1 dienen.

##### Nutzer
- Bundespolizei: mindestens 7 Fahrzeuge
- Polizei Bayern: 3 Fahrzeuge seit 2020, olivgrüne Farbgebung, spezielle Ausführung für Bayern, 2 Fahrzeuge sind in München, eines in Nürnberg stationiert[15][16][17]
- Polizei Niedersachsen: 1 Fahrzeug seit 2020, graue Farbgebung[18]

#### Survivor R

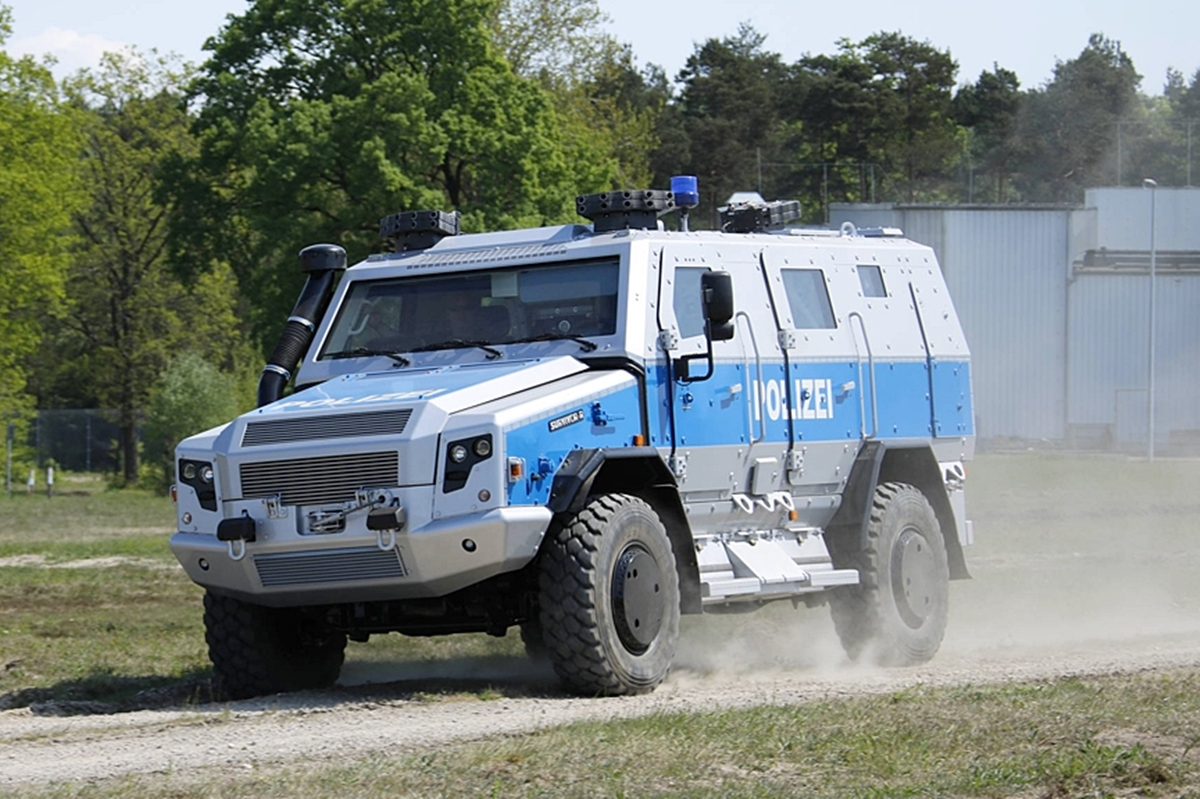
Sonderwagen 5 (Survivor R)

Im Zuge von Beschaffungsaktionen einiger Länderpolizeien wurden gepanzerte Fahrzeuge vom Typ Survivor, bei den Länderpolizeien als Sonderwagen 5 bezeichnet. Die Bundesregierung plant, insgesamt 55 Fahrzeuge für die Bereitschaftspolizeien der Länder und die Bereitschaftspolizei der Bundespolizei in Dienst zu stellen, die damit den Großteil der Sonderwagen 4 ablösen könnten. Das Fahrzeug soll dem Beschuss aus durchschlagstarken Militärwaffen standhalten. Der Survivor kann trotz seines hohen Gewichts bis zu 100 km/h fahren. Technische Details des Fahrzeugs:
- Hubraum: 6,6 Liter
- Leistung 238 PS
- Gewicht 9800 kg
- Länge: 6 Meter
- Allradantrieb

Derzeit (Stand 2024) in Dienst gestellt oder bestellt:
- Polizei Berlin: 1 Fahrzeug seit 2018[26][27]
- Polizei Brandenburg: 1 Fahrzeug seit 2017[28][29]
- Polizei Hamburg: 1 Fahrzeug seit 2016[30]
- Polizei Nordrhein-Westfalen: 1 Fahrzeug seit 2018, olivgrüne Farbgebung[31]
- Polizei Sachsen: 2 Fahrzeuge seit 2017 und 2018[32][33]
- Polizei Niedersachsen: 1 Fahrzeug seit 2024
- Polizei Bayern: 6 Fahrzeuge (geplant)[34]
- Polizei Mecklenburg-Vorpommern: 2 Fahrzeuge (geplant)[35]
- Polizei Rheinland-Pfalz: 2 Fahrzeuge (geplant)[36]
- Polizei Thüringen: 2 Fahrzeuge (geplant)[37]

### Toyota Land Cruiser V8
Die Polizei Sachsen stellte im Januar 2017 sieben gepanzerte Toyota Land Cruiser V8 in Dienst, die im Zuge des Anti-Terror-Paketes angeschafft wurden. Zwei Fahrzeuge werden für das SEK vorgehalten, je eines wird den fünf Polizeidirektionen zugeteilt.

### Mowag Eagle IV
Für Auslandseinsätze der Bundespolizei wurden im Jahr 2011 zehn Mowag Eagle IV beschafft, die bis 2014 in Afghanistan im Einsatz waren. Diese wurden im Jahr 2015 nach Deutschland zurückgeführt, um zumindest einige moderne gepanzerte Fahrzeuge zur Verfügung zu haben. Die Fahrzeuge wurden überarbeitet, unter anderem erhielten sie eine neue Lackierung analog jener der Wasserwerfer 10000, "Polizei"-Schriftzüge, Sondersignalanlagen und Funk. Seit dem Sommer 2017 ersetzen sie die Sonderwagen 4 auf einigen Flughäfen, so sind je drei Fahrzeuge am Münchener Flughafen, am Frankfurter Flughafen und am Flughafen Berlin Brandenburg (BER), sowie ein Fahrzeug am Stuttgarter Flughafen stationiert. Die Bundespolizei plante 2018, den Bestand um zehn neue Sonderschutzfahrzeuge zu erhöhen. Eine konkrete Ausschreibung stand zu diesem Zeitpunkt noch aus.